# Retrofuturismo

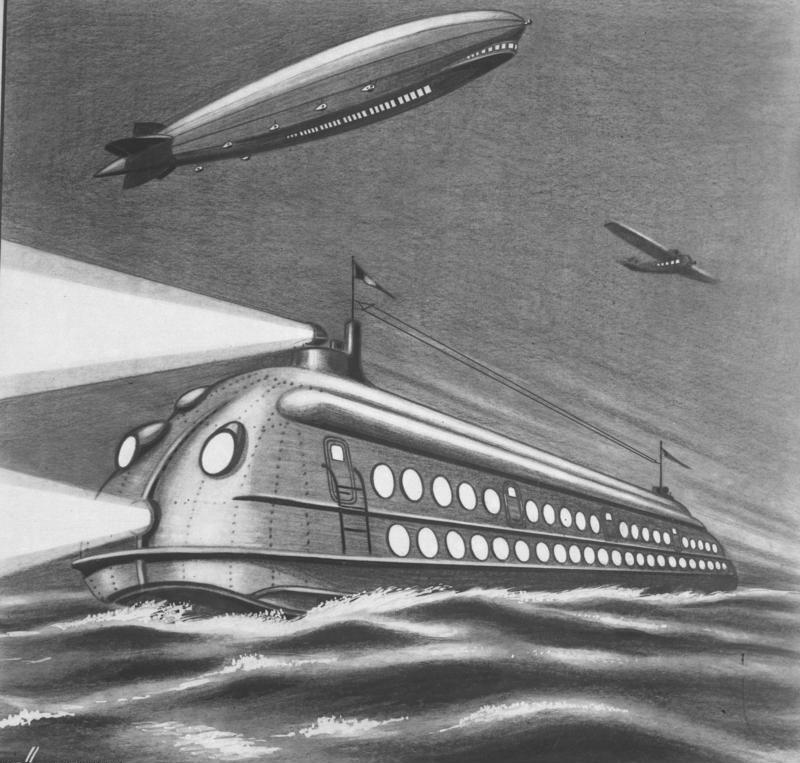
Propuesta de un Expreso oceánico de alta velocidad imaginado en el año 2000 («Ozeanriese im Jahre 2.000»), publicado en 1931 (Hamburgo - Nueva York en 40 horas).

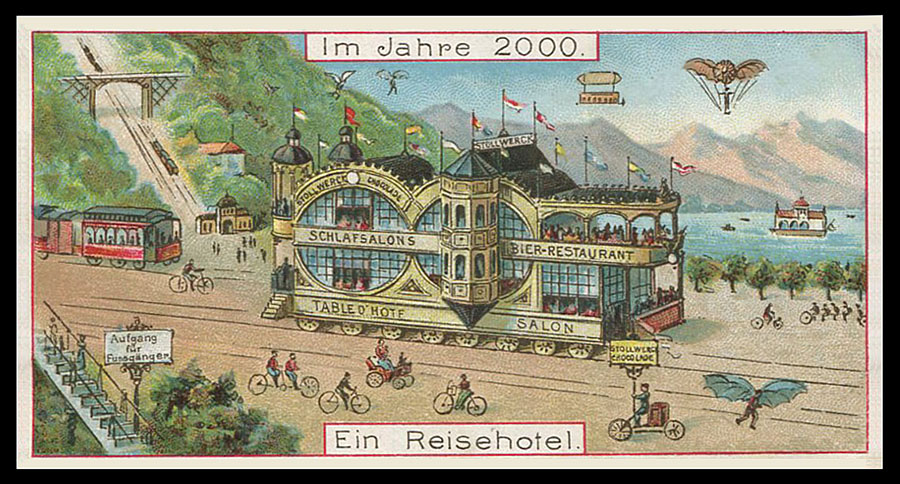
Hotel sobre pistas («Reisehotel») imaginado en el año 2000, publicado en 1898.

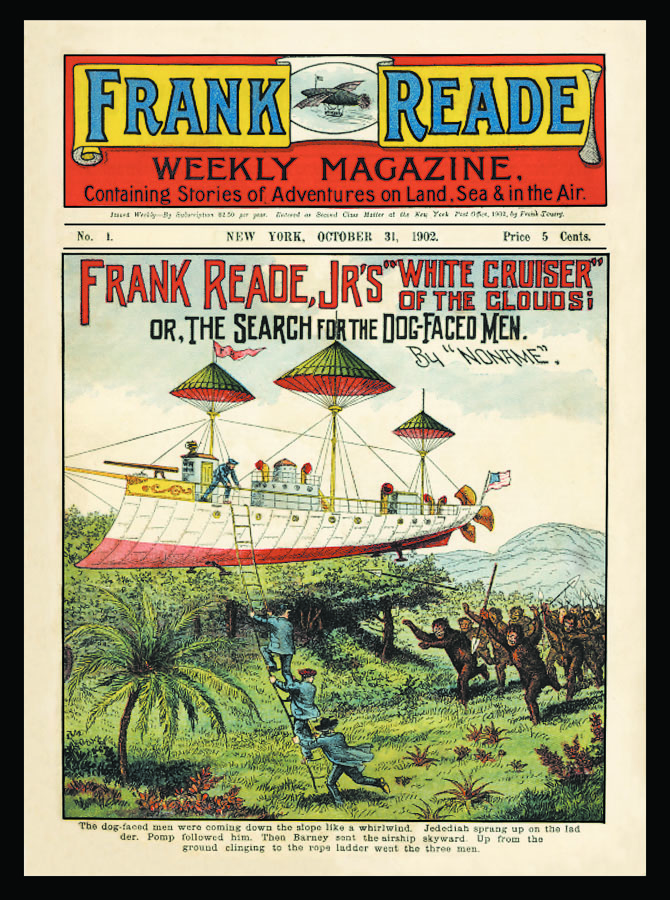
Velero aerotransportado («White Cruiser of the clouds»), publicado en 1902.

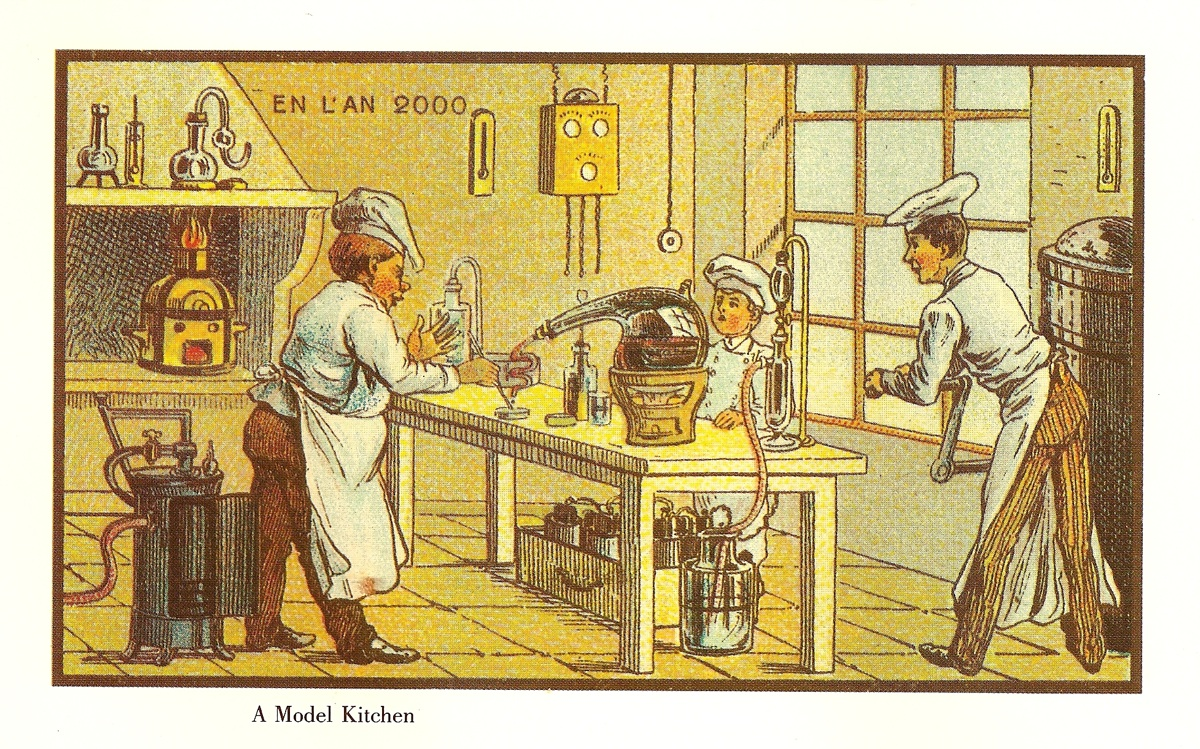
Modelo de cocina francesa del siglo XXI (año 2000). Cromolitografía de 1899.

El retrofuturismo es un movimiento artístico que tiene su origen en la añoranza del pasado y que muestra la influencia de las representaciones de un futuro imaginado (a menudo descripciones utópicas o distópicas) producidas en una época anterior. Caracterizado por la fusión de la estética clásica (conocida como retro, en latín) pasada de moda con tecnología futurista, el retrofuturismo explora los temas de tensión entre el pasado y el futuro, y entre los efectos alienantes y empoderadores de la tecnología. Reflejado principalmente en las creaciones artísticas y modificaciones tecnológicas de los artefactos imaginados de su realidad paralela, el retrofuturismo puede verse como «una perspectiva animada del mundo». Toma su nombre de la revista de arte «Retrofuturism» en 1983.
El retrofuturismo explora la tensión existente entre lo antiguo y lo nuevo y critica el poder de la tecnología actual que nos distancia como sociedad. Las creaciones retrofuturistas se revelan bajo la imaginación de aquellos artefactos encontrados en esos hipotéticos futuros y se manifiestan bajo la literatura, la arquitectura, la moda y la cinematografía entre otras muchas otras expresiones artísticas. Tanto el steampunk, como el dieselpunk, son ejemplos retrofuturistas dentro de la cultura popular al imaginar futuros que nunca sucedieron.

## Origen y definición
El término retrofuturismo fue acuñado en 1983 por el polifacético editor Lloyd John Dunn, el cual sería más tarde utilizado como título para su vanguardista revista artística «Retrofuturism» publicada entre 1988 y 1993 de tan solo 17 números. En ocasiones el término tiende a confundirse con postmodernismo, el cual tiene un significado muy diferente y ajeno al presentado por el retrofuturismo. 
Actualmente la definición del término retrofuturismo es motivo de debate entre los seguidores de esta expresión artística. Buscando una definición correcta se puede asegurar que el retrofuturismo se define como el Movimiento ucrónico social y artístico que basa su inspiración en el concepto de futuro de una época pasada concreta.

## Características
A pesar de los enormes saltos tecnológicos de las últimas décadas, en muchos sentidos, nuestra visión del futuro sigue siendo la misma que la de hace 40 años. A medida que nos precipitamos a 1999, una nostalgia distinta, por una incumplida promesa de un futuro - en su mayoría la idea de que un día seríamos liberados de aquello mundano - se encuentra durmiente en buena parte de nuestra cultura popular…  Algunos lo llaman «retrofuturismo».
—James Sullivan, «Visions of Tomorrowland; How past concepts of the future are taking over pop culture», The San Francisco Chronicle, 3 de enero de 1999

El retrofuturismo se define como la tendencia o acto de un artista que para progresar en su campo, paradójicamente, avanza hacia atrás en este, creando un concepto atemporal, casi anacrónico al buscar inspiración para sus obras y trabajos en aquellos supuestos futuros imaginarios creados muchos años atrás, que a su vez, crearan un nuevo futuro único bajo el concepto actual del artista y de la cultura actual que le rodea. Por lo tanto, el retrofuturismo se puede considerar la visión actual del futuro imaginado del ayer, el mundo de mañana que nunca fue.
Es fácil confundir el futurismo imaginado en su tiempo con el retrofuturismo, ya que el primero alimenta e inspira al segundo. Así, los trabajos de H. G. Wells y Julio Verne sirven de moderna influencia para las actuales obras steampunk, o las revistas pulp para el subgénero dieselpunk, pero no por ello forman parte de estos subgéneros ni tampoco de la corriente retrofuturista. Dada esta confusión, no es extraño por tanto, que el término retrofuturismo se empleé erróneamente en aquellas ocasiones que la concepción de futuro se sienta antigua o desfasada por aquel que la perciba, pudiendo confundir obras adelantadas a su tiempo, hoy consideradas obsoletas o fantasiosas, con aquellas obras retrofuturistas actuales, producto del imaginario de las primeras. 

## Temas
Dado que el retrofuturismo se basa en gran variedad de periodos históricos y de multitud de visiones del futuro de estos, es complicado unificar la temática general del retrofuturismo, aunque si se puede vislumbrar un tema común entre todos ellos, la disconformidad o despecho hacia el presente actual en contraste con la nostalgia del tiempo ya pasado.
El argumento dado en las historias retrofuturistas suele establecerse en una futura sociedad utópica basada en el contexto histórico elegido, en claro contraste con la corriente de ciencia ficción, cyberpunk, que aborda temas distópicos, si bien el optimismo y la ingenuidad de este futuro utópico se usa a menudo de forma intencionadamente irónica. En otras ocasiones, el escenario dispuesto para la acción se sitúa en un pasado alternativo, colocando el retrofuturismo más cercano a una ucronía.
El retrofuturismo no es universalmente optimista, durante los últimos años estas historias han madurado para incorporar elementos claramente distópicos, ya sean ocultos dentro de estas sociedades perfectas o bien siendo el pilar de sus tramas, como ocurre en aquellas historias situadas durante la Segunda Guerra Mundial o durante la paranoia de la Guerra Fría, donde esta realidad alternativa inspira más miedo que esperanza.

### Steampunk

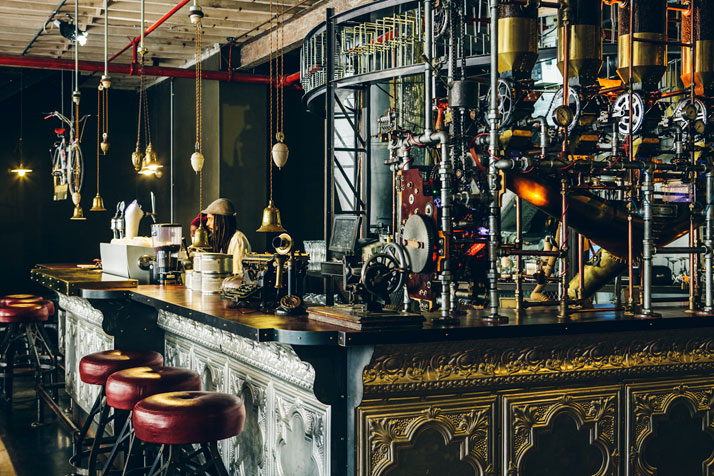
Una cafetería decorada al estilo steampunk.

Esta corriente bebe del trabajo de los grandes visionarios y a la vez, padres de la ciencia ficción, H. G. Wells y Julio Verne, lo que sitúa a este retrofuturismo durante las épocas victoriana y eduardiana, momento en que la Revolución Industrial se encuentra en su apogeo y las máquinas a vapor, así como el carbón que las propulsa, son el principal recurso de esta época. Problemas como la superpoblación, el racismo, la pobreza y el desempleo conviven con la educación y las buenas maneras victorianas y el sentimiento, hoy casi perdido, del honor.
Wild Wild West (1999) basada en la serie Jim West ambientada en un alternativo oeste americano donde una extraña pareja debe de rescatar a un grupo de científicos e inventores secuestrados por un perturbado genio es uno de los ejemplos más conocidos en el cine sobre el steampunk.
Dentro del mundo de la historieta se puede mencionar a La Liga de los Hombres Extraordinarios, de Alan Moore e ilustrado por Kevin O'Neill, la cual presenta un amalgamo pastiche de personajes, lugares y tecnologías inverosímiles propias de la literatura del siglo XIX.

### Dieselpunk

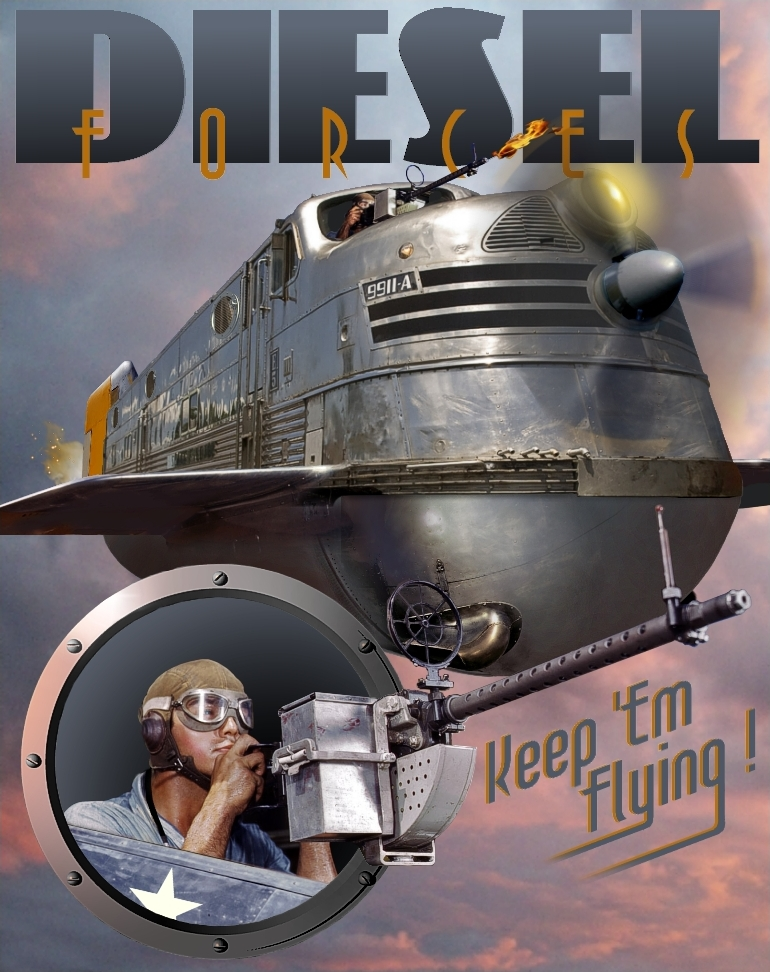
Ejemplo de arte dieselpunk, evocador de los años 1940.

Las estéticas que colorean a esta corriente retrofuturista se comprenden entre 1920 hasta 1950, y se alimenta de la imaginativa ficción pulp y a su vez del cine negro influenciado por este, de la cinematografía expresionista alemana, en especial aquella encontrado en la película Metrópolis, de la «Edad del Jazz» y de la música swing y del característico estilo art déco. Los felices años veinte, la Gran Depresión y la Segunda Guerra Mundial son temas que a su vez juegan dentro del imaginario retrofuturista de esta corriente.
Las dos partes del videojuego BioShock, donde su trama principal gira en torno a la distópica ciudad submarina de Rapture, de estética art déco y construida bajo una tecnología claramente marcada por el retrofuturismo pulp, son un excelente ejemplo de la corriente dieselpunk.
La serie de historietas, Roco Vargas, del autor español Daniel Torres, las cuales se sumergen en un mundo que inspira recuperar la estética clásica de 1940 pero que los viajes a través del sistema solar son comunes, es un ejemplo de historieta a caballo entre el dieselpunk y el atompunk.
Uno de los aportes hispanoamericanos lo encontramos en la obra colombiana «Miskatonic Grancolombia 1938», del caleño Andrés Gómez Ordóñez, donde se entremezclan elementos lovecraftianos con seres feéricos –hadas, faunos, duendes, etc–, con máquinas poderosas y armas de energía.

### Clockpunk
A diferencia del Steampunk, el Clockpunk no puede sencillamente centrarse en “la tecnología del renacimiento” puesto que mientras la revolución industrial o la Época Victoriana son dos momentos claros en toda Europa y su expansión a otros territorios, el Renacimiento por su parte fue distinto, al grado que abarca los siglos XV y XVI y es un movimiento cultural en sí mismo.
Sin embargo sí puede concentrarse, más que en un movimiento, en un momento ideológico como lo fue la llamada «Era de los Descubrimientos» que comienza con la imprenta de Gutenberg en lo tecnológico, el Protestantismo en lo social y los viajes de los exploradores como Vasco da Gama, Magallanes, Zheng He y Colón.
La ideología de este género es aquella de los llamados hombres del renacimiento o polímatas, independientemente de su época lo dejan claro nombres como: Imhotep, Pitágoras, Avicena, Zhuge Lian, Abbas Ibn Firnas, Roger Bacon, Nicolás de Cusa, Da Vinci, Miguel Ángel Bounarroti, Galileo Galilei, Pascal y María Gaetana Agnesi, entre muchos otros.
En el Clockpunk predominan los relojes, los engranajes, las máquinas simples, y aparecen tanto en la maquinaria pesada como en los dispositivos portátiles y son impulsados por la fuerza del viento, por eso se les considera a los inventos de Leonardo Da Vinci como una influencia. Muchas veces la maquinaria necesita tanta energía que los escritores recurren a otras fuentes como la pólvora o la alquimia.
El Clockpunk, aunque posee la tecnología mecánica de poleas y engranajes, la máquina primitiva con fuerza cinética, no se basa en ello; sino en la maravilla del ser humano que conscientemente le dio la espalda a un sistema obsoleto, oscuro y manipulado del cual ya se había cansado.
La película de Los tres mosqueteros (2011), contiene elementos de Clockpunk.
Los libros de Clockwork Earth series, escritos por Jay Lake,  son un ejemplo claro del género.

### Atompunk

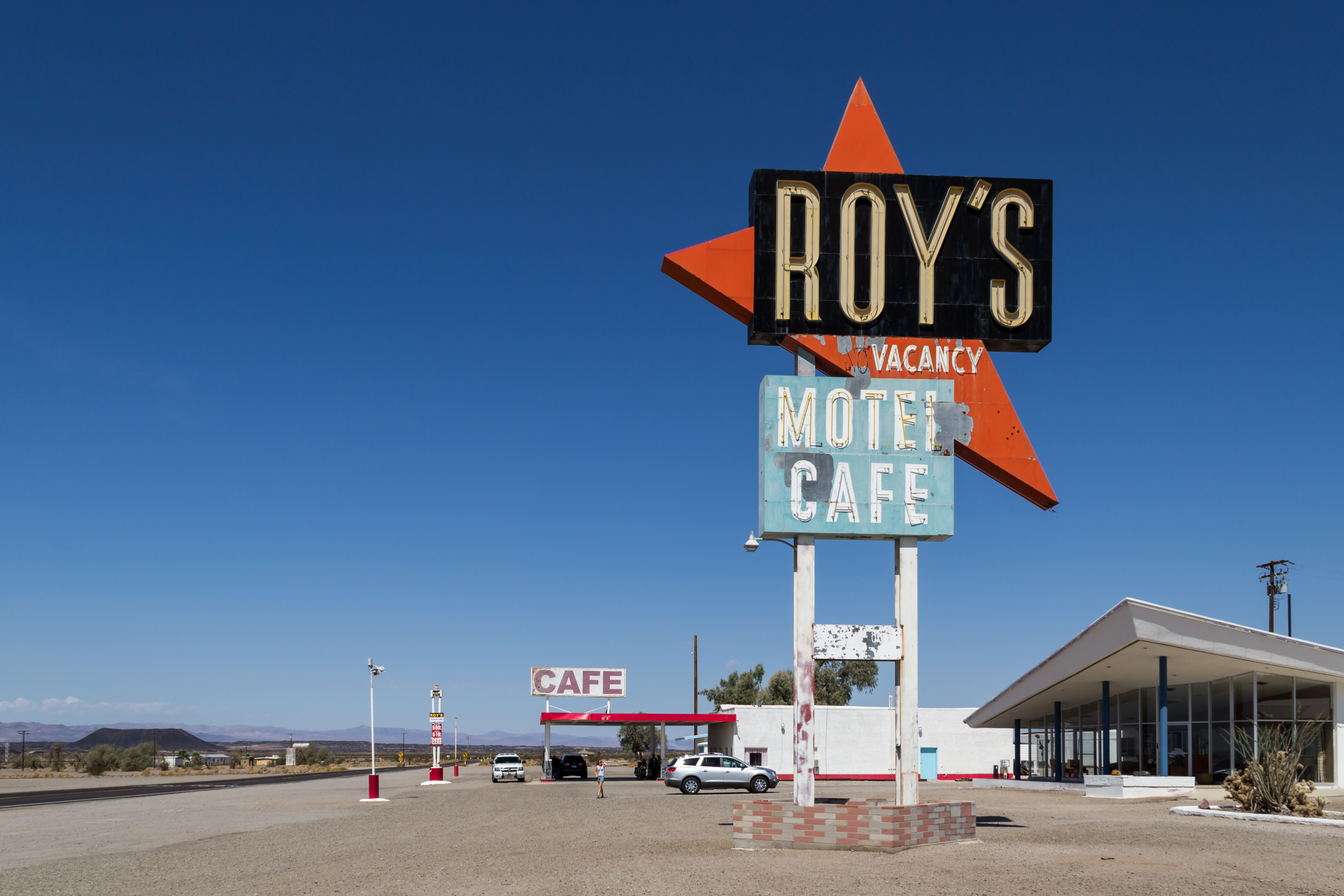
Un cartel de estilo Googie.

Esta corriente retrofuturista, que se solapa con la anterior, sumerge al espectador en el periodo comprendido entre los años 1945 y 1965, donde se incluye tanto la Era atómica, que da nombre a este subgénero, como la Era espacial y la paranoia presente en Estados Unidos por la intangible presencia comunista. Elementos como el cine underground estadounidense, la siempre presente amenaza atómica, la arquitectura Googie, los primeros programas aeroespaciales y la ficción superheroica se mezclan para crear esta corriente retrofuturista.
La película de El gigante de hierro (1999), donde un enorme robot venido del espacio es perseguido por un paranoico ejército estadounidense en plena guerra fría, es un ejemplo en la gran pantalla de esta corriente.
La saga de videojuegos Fallout, la cual se desenvuelve en unos Estados Unidos devastados por la guerra nuclear, y eternamente anclados en la estética de 1950, es otro ejemplo de atompunk.

### Bitpunk

Ropa de la película Tron en una exposición en 2011.

Casi cerrando la lista iniciada por el steampunk se encuentra esta discutible corriente retrofuturista basada en el neón y la informática y que corresponde a la franja temporal comprendida entre el final de la década de 1970 y el principio de la década de 1990, donde los primeros pasos de la informática moderna, el acoso del terrorismo internacional, la aparición del Sida como pandemia, el movimiento feminista y el sentimiento étnico dan color y personalidad a este retrofuturismo. 
Al igual que la primitiva ciencia ficción y el pulp que alimentan al steampunk y al dieselpunk respectivamente, el bitpunk se basa en las primeras historias del imaginario ciberpunk donde encuentra su inspiración.
El videojuego Far Cry 3: Blood Dragon (2013), ambientado en un distópico 2007 tomado por un ejército ciborg, es un buen ejemplo de esta corriente y es descrito por sus creadores como «una visión en VHS del futuro de los 80».
Otra exitosa saga de juegos rol en tablero, consolas y PC es Shadowrun. En este universo convive la magia con la informática, envuelto en una estética cargada de neón que recuerda a los finales de la década de 1980 y la masificación de la cultura hacker.
La película Tron: Legacy (2010), donde un joven rebelde debe adentrarse en el mundo cibernético, creado por su propio padre desaparecido, para salvarlo. Esta película juega con el imaginario y estética creada en la década de los ochenta actualizándolo con los recursos actuales.

### Seapunk

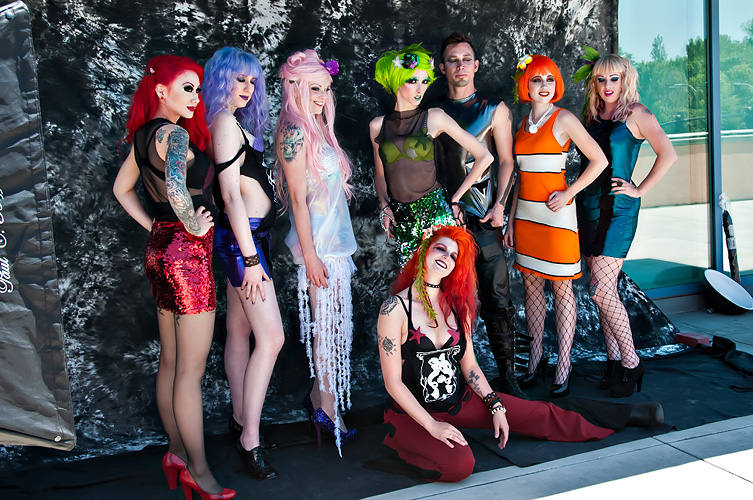
Mujeres norteamericanas con atuendos de pelo arco iris y seapunk en 2013.

Seapunk hace alusión a la cultura popular de los principios de los noventa y finales de los ochenta.  A menudo se asocia con un estilo de moda de temática acuática, 3D net art, iconografía, abusando de la estética 3D kistch y escenas de colores fluorescentes, figuras geométricas, movimiento de diseño Memphis y del artista Keith Haring que a finales de la década 1980 y principios de los 1990 abundaban. 
La llegada de Seapunk también generó su propia música que incorpora fragmentos de los 90 house, música electrónica, con elementos de Southern rap y música pop y R&B contemporáneo de la década de 1990, recuerda música de la new age y mixtape de hip hop Chopped and screwed en proporciones aproximadamente iguales. Katia Ganfield entrevistó a Lily Redwine (también conocida como Ultrademon) en el artículo, titulado «Seapunk: una nueva escena del club que trata de conducir las ondas de sonido de subgraves hacia el futuro». Algunos artistas notables de seapunk son; Azealia Banks, Grimes , Blank Banshee 0, Isaiah Toothtaker y Unicorn Kid.

### Y2Kpunk

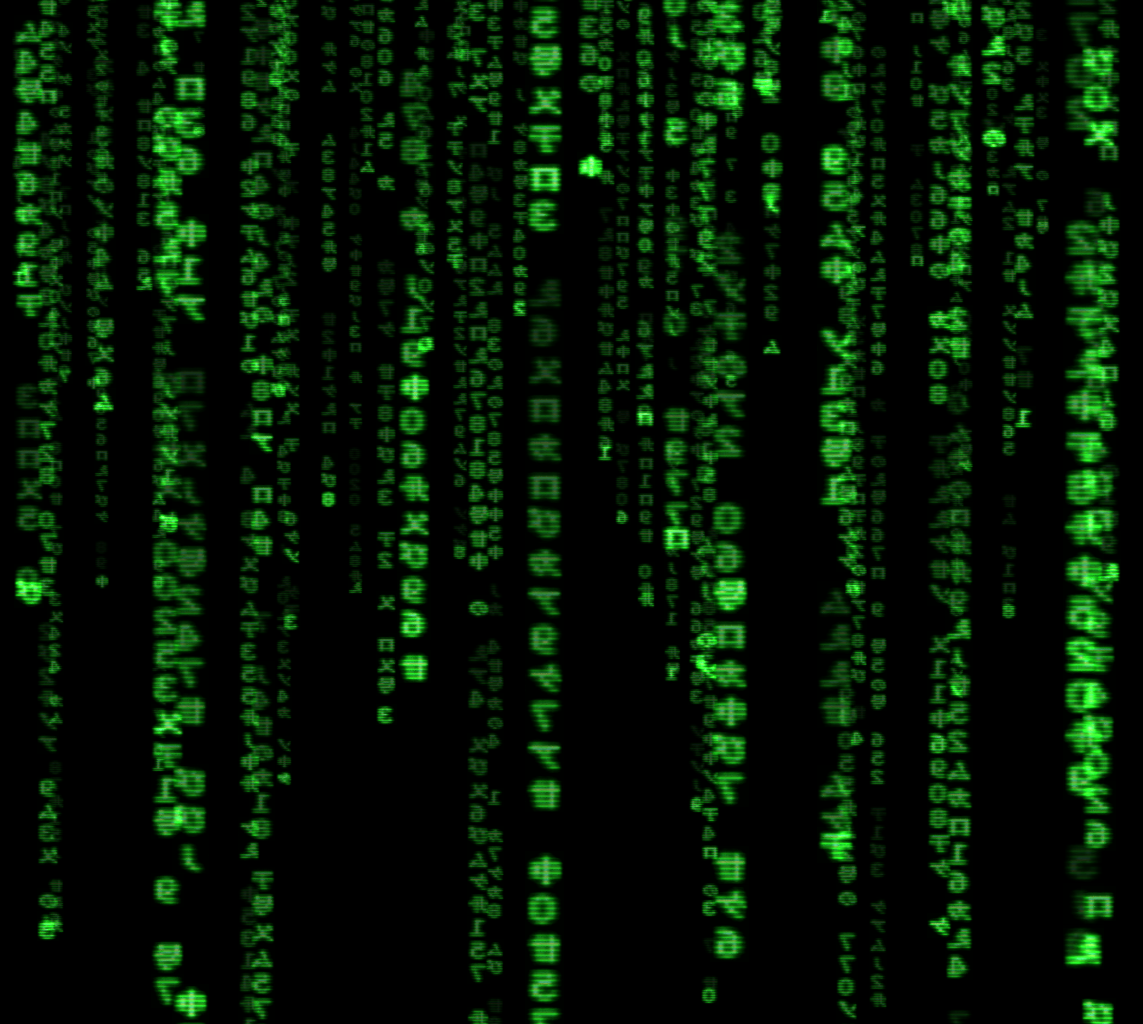
Protector de pantalla con «lluvia digital» de la icónica película Matrix.

La mayor parte de esta corriente se basa más o menos en la estética de los años 1998 hasta 2003. Se caracteriza por el optimismo y el tecno-utopismo que fue el componente principal de la era Y2K (llamado así por el cambio de milenio y el «Efecto 2000»), un período estético distinto, jeans debajo de vestidos y minifaldas, camisetas de manga larga, debajo de las de manga corta, pantalones de bastas extremadamente anchas (estilo JNCO pants), chaquetas de terciopelo, ropas plásticas o de algún polímero brillante o translucidos, tacones de correa para gatitos, zapatos de plataforma con curvas orgánicas, maquillajes metálicos, escarchados, estética que encapsula el diseño de hardware, la música y los muebles brillantes con optimismo tecnológico, sobre todo abuso de lo brillante, reflectivo, escarches y esmerilados; piezas que aparentan esclusas de aire, moda apreciadas por hackers ravers de la época de fin de milenio, interfacez de computadora con el optimismo futurístico de pasar a una nueva era, de un milenio a otro; que también es homenajear la época, en la que por primera vez, la gente común, tenía acceso a la web; así como un homenaje a cuando el  diseño asistido por computadora acababa de avanzar lo suficiente, como para que los diseñadores pudieran experimentar por primera vez con curvas, gotas, gradientes, transparencias en capas destellos, texturas en el 3d o el típico protector de pantalla con «lluvia digital» de Matrix o un skin plateado y pegajoso para el reproductor de música Winamp que tenían los jóvenes en aquella época, similar al reproductor en las iMac en su Mac OS 9. Algunas películas que retratan esta atmósfera de fin de milenio e inicio del siguiente son la ya comentada Matrix, la saga Blade o End of Days.
La estética Y2K tiene miles de fanáticos en Facebook y miles más en Tumblr. Es posible que la estética Y2Kpunk se haya inspirado en otra estética anterior basada en el futuro, dentro del mismo retro-futurismo. Su nombre más qué hacer referencia al año dos mil, hace referencia a lo que la época que homenajea esta corriente, sabía que se avecinaba: el «error del año dos mil», conocido como «Y2K».